# Phong trào Duy Tân
Cuộc vận động Duy Tân, hay còn được gọi là Phong trào Duy Tân hoặc Phong trào Duy Tân ở Trung Kỳ là một cuộc vận động cải cách ở miền Trung Việt Nam, do Phan Châu Trinh (1872 - 1926) phát động năm 1906 cho đến năm 1908 thì kết thúc sau khi bị thực dân Pháp đàn áp.
Phong trào Duy Tân chủ trương bất bạo động, khôi phục đất nước bằng con đường nâng cao dân trí, cải tổ xã hội về mọi mặt, trong đó có kinh tế, giáo dục và văn hoá, với các hoạt động thực tiễn như là mở mang kinh tế, lập các nhà buôn lớn để tự lực, mở trường dạy học hiện đại: dạy quốc ngữ, bỏ lối học khoa bảng từ chương, thêm khoa học và ngoại ngữ cũng như hướng đến nền chính trị dân chủ.

## Giới thiệu sơ lược
Sau khi phong trào Cần vương và phong trào Văn thân thất bại, nhiều cuộc đấu tranh chống thực dân Pháp ở Việt Nam lại tiếp tục nổ ra, nhưng theo hướng mới. Trong số đó, theo đường lối duy tân (theo cái mới), nổi bật có Duy Tân hội cùng phong trào Đông Du (1905-1909) do Phan Bội Châu đề xướng và Phong trào Duy Tân do Phan Châu Trinh phát động tại miền Trung Việt Nam.
Tinh thần duy tân được coi như bắt đầu từ những bản điều trần của Phạm Phú Thứ (1821-1882), Nguyễn Trường Tộ (1828-1871) và Nguyễn Lộ Trạch (1852-1895) với văn bản "Thiên hạ đại thế luận" (1892).
Để cứu nước, Phan Bội Châu chủ trương dựa theo mô hình Nhật Bản để xây dựng lực lượng. Vì vậy, ông đã lập ra Hội Duy Tân (1904) với mục đích là lập ra một nước Việt Nam độc lập. Trong quá trình hoạt động của hội, năm 1905, Phan Bội Châu phát động phong trào Đông Du.
Khoảng thời gian ấy, sau khi tiếp thu tư tưởng canh tân, Phan Châu Trinh từ quan (1904), rồi làm cuộc Nam du, Bắc du với mục đích xem xét dân tình, sĩ khí và tìm bạn đồng chí hướng. Sau đó, ông bí mật sang Quảng Đông (Trung Quốc) gặp Phan Bội Châu, trao đổi ý kiến rồi cùng sang Nhật Bản, tiếp xúc với nhiều nhà chính trị tại đây (trong số đó có Lương Khải Siêu) và xem xét công cuộc duy tân của xứ sở này. Ông hoan nghênh việc Phan Bội Châu đưa thanh niên ra nước ngoài học tập, phổ biến tài liệu tuyên truyền giáo dục trong nước, nhưng ông phản đối chủ trương duy trì nền quân chủ, phương pháp bạo động vũ trang và việc mưu cầu ngoại viện. Bởi theo ông, muốn cứu được nước nhà, phải đi theo con đường dân chủ và cải cách xã hội, bằng việc nâng cao dân trí và dân quyền rồi mới có thể mưu tính được việc khác.
Phong trào Duy Tân còn được gọi là Minh xã (Hội ngoài ánh sáng), vì hoạt động công khai, theo đường lối dân chủ, chủ trương "ỷ Pháp tự cường" (dựa vào Pháp để giàu mạnh). Còn Duy Tân hội do Phan Bội Châu sáng lập còn được gọi là Ám xã (Hội trong bóng tối), vì hoạt động bí mật, theo đường lối quân chủ, chủ trương "bài Pháp giành độc lập".
Tuy nhiên, hai khuynh hướng này song song tồn tại và không đối lập nhau một cách tuyệt đối, mà là đan xen nhau, tạo điều kiện cho nhau cùng phát triển và phần lớn trí thức nho học ủng hộ cả hai phong trào.

## Chủ trương và hoạt động
Năm 1906, Phan Châu Trinh ra Bắc, liên lạc với Lương Văn Can và các thân sĩ Bắc Hà để lập cơ sở Duy tân ở Bắc (sau đó gần một năm, trường Đông Kinh Nghĩa Thục được thành lập). Ông cũng tìm gặp Đề Thám, sang Quảng Châu gặp Phan Bội Châu rồi cùng sang Nhật quan sát tình hình chính trị và dân trí nước Nhật, khi bàn luận và biết là không cùng chí hướng với Phan Bội Châu, ông về nước, xúc tiến con đường Duy Tân.
Mùa hè năm 1906, Phan Châu Trinh về nước. Việc làm đầu tiên là gửi một bức thư chữ Hán cho toàn quyền Jean Beau vạch trần chế độ phong kiến thối nát, yêu cầu nhà cầm quyền Pháp phải thay đổi thái độ đối với sĩ dân nước Việt và sửa đổi chính sách cai trị để giúp nhân dân Việt từng bước tiến lên văn minh.
Liền theo đó, với phương châm "tự lực khai hóa" và tư tưởng dân quyền, Phan Châu Trinh cùng Huỳnh Thúc Kháng, Trần Quý Cáp đi khắp tỉnh Quảng Nam và các tỉnh lân cận để vận động cuộc duy tân. Khẩu hiệu của phong trào lúc bấy giờ là: Khai dân trí, chấn dân khí, hậu dân sinh.
- Khai dân trí:

Là bỏ lối học tầm chương trích cú, mở trường dạy chữ Quốc ngữ, kiến thức khoa học thực dụng, bài trừ hủ tục và thói xa hoa...
- Chấn dân khí:

Làm cho mọi người thức tỉnh tinh thần tự cường, hiểu được quyền lợi của mình, dám tố cáo sự hà hiếp bóc lột của quan lại và sự nhũng lạm của cường hào...
- Hậu dân sinh:

Khuyến khích dân học nghề nghiệp, khai hoang làm vườn, lập hội buôn và sản xuất hàng nội hóa...
Ngoài ra, Phan Châu Trinh còn viết bài Tỉnh quốc hồn ca để kêu gọi mọi người hăng hái duy tân theo hướng dân chủ tư sản.
Tuy nhiên, trong quá trình phát triển đã bộc lộ hai khuynh hướng. Một số sĩ phu như Phan Châu Trinh, Huỳnh Thúc Kháng chủ trương cải cách ôn hòa, nghị viện. Họ vận động mở trường dạy học, cải đổi phong tục tập quán và lối sống, khuyến khích mở mang công thương. Một số khác như Lê Văn Huân, Nguyễn Đình Kiên thì thiên về khuynh hướng bạo động...
Sau đây là một số hoạt động nổi bật theo khuynh hướng ôn hòa:
- Về lĩnh vực kinh tế:

Thông qua việc mua bán để tập hợp nhau lại. Tiền kiếm được dùng để mở trường, nuôi thầy, cấp phát sách vở cho học sinh. Vì vậy, việc mua bán này còn được gọi là Quốc thương.
Đáng kể ở Quảng Nam có Hợp thương diên phong của cử nhân Phan Thúc Duyên, hiệu buôn của bang tá Nguyễn Toản. Ở Phan Thiết, có Công ty Liên Thành của Nguyễn Trọng Lội (con danh sĩ Nguyễn Thông). Ở Nghệ An, có Triêu Dương thương quán do Đặng Nguyên Cẩn và Ngô Đức Kế thành lập...
- Về lĩnh vực giáo dục:

Mở trường dạy học để mở mang dân trí. Các môn học được giảng dạy ở nhiều trường là: Quốc ngữ, toán, cách trí (khoa học thường thức), sử Việt, địa lý, thể dục...Có nơi, còn dạy thêm tiếng Pháp, chữ Hán và võ Việt. Ngoài ra, nhà trường còn là nơi tuyên truyền mở rộng công, thương nghiệp, đẩy mạnh sản xuất, phê phán quan lại, đả phá tập tục lạc hậu, thực hiện đời sống mới...
Đáng kể ở Quảng Nam có trường Diên Phong do Trần Quý Cáp tổ chức, trường Phú Lâm (có một lớp dành riêng cho nữ sinh), trường do Lê Cơ (anh em họ với Phan Châu Trinh) thành lập. 
Ở Quảng Ngãi, có trường do cử nhân Nguyễn Đình Quảng thành lập tại làng Sung Tích (Sơn Tịnh). Ở Phan Thiết, ngoài Công ty Liên Thành, Nguyễn Trọng Lội còn lập trường tư thục Dục Thanh (1907) rồi giao cho em ruột là Nguyễn Quý Anh làm quản đốc.
Ở Bình Thuận, một thư xã (nhà giảng sách) được thành lập (1905) tại đình Phú Tài. 
Ở Thanh Hóa có Hạc thành thư xã, v.v...
Theo Trung Kỳ dân biến tụng oan thỉ mạt ký do Phan Chu Trinh viết, thì "trong năm 1906, 40 trường dân lập kiểu mới đã được mở ra ở Quảng Nam"... Trường Đông Kinh Nghĩa Thục thành lập tại Hà Nội tháng 3 năm 1907 cũng là nhờ công xúc tiến của ông. 
Cuộc vận động cải cách ở miền Trung Việt Nam diễn ra trên nhiều lĩnh vực (nổi bật là hai lĩnh vực vừa nêu trên), được sự hưởng ứng đông đảo của giới sĩ phu và dân chúng, nên ngày càng phát triển mạnh. Bởi vậy, chính quyền thực dân và phong kiến tìm mọi cách ngăn cấm. Như việc tổng đốc Quảng Nam là Hồ Đắc Trung cấm không cho dân chúng tụ tập nghe diễn thuyết, Đặng Nguyên Cẩn đang là đốc học Hà Tĩnh bị đổi vào Bình Thuận (đầu năm 1907), Ngô Đức Kế bị bắt vì án sát Cao Ngọc Lễ vu cho tội mưu loạn, Lê Đình Cẩn bị công sứ Quảng Ngãi xét hỏi nhiều lần...

## Bị đàn áp và giải tán
Đến năm 1908, nhân dân Trung Kỳ đang điêu đứng vì nạn sưu thuế, đã đứng lên làm cuộc đấu tranh "chống đi phu, đòi giảm sưu thuế" (sử Việt thường gọi là Phong trào chống sưu thuế Trung Kỳ). Khởi đầu là ở các huyện Đại Lộc, Thăng Bình, Tam Kỳ, Hòa Vang, Duy Xuyên thuộc tỉnh Quảng Nam; rồi lan ra các tỉnh Quảng Ngãi, Bình Định, Phú Yên, Thừa Thiên, Thanh Hóa, Nghệ An, Hà Tĩnh...
Khi nổ ra phong trào chống sưu thuế Trung Kỳ, do các lãnh đạo chủ chốt của phong trào kháng thuế cũng đồng thời tham gia phong trào Duy Tân và do lo sợ phong trào Duy Tân ảnh hưởng xấu đến nền cai trị nên chính quyền thực dân Pháp và triều đình nhà Nguyễn thẳng tay đàn áp. Họ ra lệnh phải đóng cửa các trường học, giải tán các hội buôn. Đồng thời cho lính đi lùng sục bắt bớ hàng trăm người có liên quan, trong đó các thành viên lãnh đạo phong trào Duy Tân. Một số người có liên quan đến phong trào chống sưu thuế Trung Kỳ bị chính quyền nhà Nguyễn tại các tỉnh kết án tử hình, như Trần Quý Cáp, Lê Khiết, Nguyễn Bá Loan... Những người khác chỉ tham gia phong trào Duy Tân bị đày đi Côn Đảo (trong số đó có Phan Châu Trinh, Huỳnh Thúc Kháng, Trần Cao Vân, Ngô Đức Kế...) hay Lao Bảo. Đến cuối tháng 5 năm 1908, cuộc đấu tranh chống sưu thuế và phong trào Duy Tân đều kết thúc.
Mặc dù thất bại, nhưng nhìn chung, cuộc vận động Duy Tân ở Trung Kỳ đã khẳng định sức thu hút mạnh mẽ của tư tưởng duy tân, có ảnh hưởng lớn đến trình độ giác ngộ và tinh thần đấu tranh của nhân dân đòi cải cách đời sống về mọi mặt. Bên cạnh đó, qua phong trào còn cho thấy vai trò lãnh đạo của những sĩ phu tiến bộ...

## Nhận xét
- Nguyễn Hiến Lê:

Cụ Tây Hồ là người mở đường cho phong trào Duy Tân ở nước nhà. Lập (Đông kinh) Nghĩa thục, một phần công lớn là của cụ, gây tư tưởng mới ở Quảng Nam là cụ, đi khắp nơi diễn thuyết là cụ, khuyên quốc dân cắt tóc là cụ, liệng cái phó bảng mà ra lập hiệu buôn cũng là cụ, bỏ tục nhuộm răng, vận Âu Phục bằng nội hoá thì người đầu tiên cũng lại là cụ" 

## Sách tham khảo chính
- Đinh Xuân Lâm (chủ biên) - Nguyễn Văn Khánh - Nguyễn Đình Lễ, Đại cương cương lịch sử Việt Nam (tập 2). Nhà xuất bản Giáo dục, 2006.
- Huỳnh Lý, Lời nói đầu trong Thơ văn Phan Châu Trinh. Nhà xuất bản Văn học, Hà Nội, 1983.
- Phạm Văn Sơn, Việt sử tân biên (quyển 5, tập thượng). Tác giả tự xuất bản, Sài Gòn, 1963.
- Lịch sử 11 (nâng cao) do Phan Ngọc Liên chủ biên. Nhà xuất bản Giáo dục, 2007.